# キッチンカー大作戦!
『キッチンカー大作戦!』（キッチンカーだいさくせん）は、2023年11月25日よりテレビ朝日で放送されているグルメバラエティ番組である。

## 出演者

### MC
- ヒロミ[1]
- 指原莉乃[1]

## 放送リスト
- 太字はキッチンカーで販売されたメニュー。

## ネット局と放送時間
| 放送対象地域 | 放送局              | 系列           | 放送日時                     | ネット状況 | 備考        |
| ------------ | ------------------- | -------------- | ---------------------------- | ---------- | ----------- |
| 関東広域圏   | テレビ朝日（EX）    | テレビ朝日系列 | 土曜 0:15 - 0:45（金曜深夜） | 制作局     |             |
| 秋田県       | 秋田朝日放送（AAB） | テレビ朝日系列 | 土曜 0:15 - 0:45（金曜深夜） | 同時ネット | [ 2 ] [ 3 ] |

過去のネット局
- 福島県・福島放送（KFB、テレビ朝日系列）[4]

## スタッフ
- 企画・監修 - 秋元康[1]
- ナレーター - 井上和彦
- 構成 - 渡邊賢史、水野英昭
- CAM - 畠中宏、中村昇一郎
- VE - 宮島達也
- 音声 - 巽亮人
- 編集 - 鎌倉航
- MA - 江草育真、兼清和寛
- 音効 - 岩谷知朗
- 編成 - 土井泰樹
- 宣伝 - 平野智章
- デスク - 奥田利加子
- 美術 - 山本和記
- デザイン - 小池芳人
- 美術進行 - 野口香織
- 美術協力 - tv asahi create
- 技術協力 - ViC、TSP
- 協力 - Mellow
- 制作協力 - DragonEntertainment
- AD - 小西柚葉、小田帆々
- AP - 大田翔子
- ディレクター - 今井勘太、小野恵太、工藤快生、伊藤史、杉本龍成、須田基之
- 演出 - 川口達也
- プロデューサー - 濱崎賢一、佐野主紘、石田直央、小泉美華
- ゼネラルプロデューサー - 郷力大也
- 統括 - 寺田伸也（以前はエグゼクティブプロデューサー）
- 制作著作 - テレビ朝日

### 過去のスタッフ
- 編集 - 成田綾香、和田修平
- MA - 米川実希、妻藤卓也
- 編成 - 熊谷和也、清水正太郎
- 宣伝 - 村上理絵
- 協力 - Cafe,Dining&Bar 104.5
- AD - 春木優存、森本康平、浜川理央、渡辺真利、野呂穂乃夏、大島和也
- AP - 赤坂栞奈
- ディレクター - 小宮山諒